# Cyrtanthus aureolinus
Cyrtanthus aureolinus är en amaryllisväxtart som beskrevs av Deirdré Anne Snijman. Cyrtanthus aureolinus ingår i släktet Cyrtanthus, och familjen amaryllisväxter. Inga underarter finns listade i Catalogue of Life.